# Campo (Trazo)
Campo (llamada oficialmente San Xoán de Campo) es una parroquia española del municipio de Trazo, en la provincia de La Coruña, Galicia.

## Entidades de población
Entidades de población que forman parte de la parroquia:
- A Arnoba
- A Camposa
- A Canteira
- A Irexe (A Igrexa)
- Aldea de Abaixo
- Altamira
- O Candedo
- Os Prados
- Quintán
- Raíndo
- Rosende
- San Domingos
- San Pedro
- Sartegos
- Viaño Grande
- Viaño Pequeno
- Vilar

## Demografía
| Gráfica de evolución demográfica de Campo entre 2000 y 2019 |
|                                                             |
| Datos según el nomenclátor publicado por el INE.            |